# San Antonio del Río, Campeche
San Antonio del Río är en ort i Mexiko.   Den ligger i kommunen Champotón och delstaten Campeche, i den östra delen av landet, 900 km öster om huvudstaden Mexico City. San Antonio del Río ligger 8 meter över havet och antalet invånare är 182.
Terrängen runt San Antonio del Río är platt. Runt San Antonio del Río är det glesbefolkat, med 11 invånare per kvadratkilometer. Närmaste större samhälle är Champotón, 18,1 km väster om San Antonio del Río. I omgivningarna runt San Antonio del Río växer i huvudsak lövfällande lövskog.